# Tjekkiet ved vinter-OL 2014
Tjekkiet deltog ved vinter-OL 2014 i Sotji, som blev afholdt i perioden 7. til 23. februar 2014.

## Medaljer
| 2014 Sotji | Guld | Sølv | Bronze | Total |
| Tjekkiet   | 2    | 4    | 2      | 8     |

Tre sølv- og en bronzemedalje blev taget i skiskydning.